# Crampe de l'écrivain
 (octobre 2023).
La mise en forme du texte ne suit pas les recommandations de Wikipédia : il faut le « wikifier ».
Les points d'amélioration suivants sont les cas les plus fréquents :
- Les titres sont pré-formatés par le logiciel. Ils ne sont ni en capitales, ni en gras.
- Le texte ne doit pas être écrit en capitales (les noms de famille non plus), ni en gras, ni en italique, ni en « petit »…
- Le gras n'est utilisé que pour surligner le titre de l'article dans l'introduction, une seule fois.
- L'italique est rarement utilisé : mots en langue étrangère, titres d'œuvres, noms de bateaux, etc.
- Les citations ne sont pas en italique mais en corps de texte normal. Elles sont entourées par des guillemets français : « et ».
- Les listes à puces sont à éviter, des paragraphes rédigés étant largement préférés. Les tableaux sont à réserver à la présentation de données structurées (résultats, etc.).
- Les appels de note de bas de page (petits chiffres en exposant, introduits par l'outil «  Source ») sont à placer entre la fin de phrase et le point final[comme ça].
- Les liens internes (vers d'autres articles de Wikipédia) sont à choisir avec parcimonie. Créez des liens vers des articles approfondissant le sujet. Les termes génériques sans rapport avec le sujet sont à éviter, ainsi que les répétitions de liens vers un même terme.
- Les liens externes sont à placer uniquement dans une section « Liens externes », à la fin de l'article. Ces liens sont à choisir avec parcimonie suivant les règles définies. Si un lien sert de source à l'article, son insertion dans le texte est à faire par les notes de bas de page.
- La présentation des références doit suivre les conventions bibliographiques. Il est recommandé d'utiliser les modèles {{Ouvrage}}, {{Chapitre}}, {{Article}}, {{Lien web}} et/ou {{Bibliographie}}. Le mode d'édition visuel peut mettre en forme automatiquement les références.
- Insérer une infobox (cadre d'informations à droite) n'est pas obligatoire pour parachever la mise en page.

Pour une aide détaillée, merci de consulter Aide:Wikification.
Si vous pensez que ces points ont été résolus, vous pouvez retirer ce bandeau et améliorer la mise en forme d'un autre article.
La crampe de l'écrivain ou dystonie focale de la main est un trouble du mouvement idiopathique de la famille des dystonies de fonction rendant l'écriture laborieuse, difficile voire douloureuse,.
Elle se caractérise par une posture et un mouvement anormal de la main, de l'avant-bras, du poignet et/ou des doigts, seulement pendant l'écriture. Le mouvement est généralement perturbé par la surcontraction des muscles affectés, la cocontraction de paires d'agonistes et d'antagonistes et l'activation de muscles inappropriés à la réalisation du mouvement,.
La crampe de l'écrivain est une dystonie dite focale, ce qui signifie qu'elle n'affecte qu'une partie du corps (la main ou le bras), et une dystonie de fonction puisque n'intervenant qu'au cours de la réalisation d'une certaine tâche (l'écriture).
Les études épidémiologiques montrent que la prévalence de la crampe de l'écrivain est de 7 à 69 cas par million d'habitants ,, ce qui explique sa reconnaissance comme maladie rare, comme toutes les autres formes de dystonie.

## Causes
Jadis, il était généralement admis que la dystonie était causée par une activité motrice précise excessive, éventuellement compliquée par une technique d'écriture tendue ou inappropriée. Dans les années 2000, Karin Rosenkranz et al. ont suggéré que ce n’était pas nécessairement le cas.
Les études soulignent qu'il semble y avoir une composante génétique à la dystonie focale de la main. En effet, jusqu'à 20 % des personnes souffrant de la crampe de l'écrivain ont un membre de la famille lui aussi atteint d'une forme de dystonie. Plusieurs locus sur les chromosomes 1, 8 et 18 seraient impliqués (respectivement les locus DYT6, DYT7 et DYT1).
La crampe du musicien (une dystonie focale similaire qui affecte moins de 1% des instrumentistes) a historiquement été regroupée avec la crampe de l'écrivain en raison de leur spécificité de tâche commune. Rosenkranz et al. ont cependant identifié des différences significatives entre les deux affections. La communauté scientifique est généralement d'accord pour affirmer que ces types de dystonie focale sont le résultat d'un dysfonctionnement des ganglions de la base et/ou du cortex moteur dans le cerveau, peu importe la façon dont ils se manifestent.

## Symptômes

### Apparition
Les symptômes semblent apparaître à deux stades de la vie. D'abord chez des sujets jeunes, d'âge scolaire, n’ayant pas eu à utiliser beaucoup l'écriture et pour lesquels la possibilité d’une sensibilité génétique pourrait exister. Ensuite dans une forme plus tardive qui semble être la conséquence d’une sur-utilisation de l’écriture chez des sujets ayant de mauvaises habitudes gestuelles ,.

### Description
Les premiers symptômes peuvent inclure une perte de la coordination musculaire pour les actions précises (par exemple un déclin de la maîtrise du stylo, de petites blessures fréquentes aux mains ou une forte tendance à faire tomber des objets) ainsi que des crampes douloureuses lors de l'utilisation prolongée de la main.
Dans certains cas, des douleurs musculaires et des crampes importantes peuvent apparaître après des efforts très mineurs, comme tenir un livre ou tourner des pages. Il peut aussi devenir difficile de trouver une position des bras confortable. Les personnes atteintes peuvent aussi ressentir le besoin de placer leurs mains dans leurs poches, sous leurs jambes en position assise ou sous leur oreiller pendant la nuit pour les maintenir immobiles et réduire la douleur. Des tremblements dans la mâchoire peuvent être ressentis en position couchée, ce qui peut entraîner le grincement et l'usure des dents, ou des symptômes similaires au TMD. La voix peut craquer ou devenir dure, déclenchant de fréquents raclements de gorge. La déglutition peut devenir difficile et s'accompagner de crampes douloureuses.
Un « effet miroir » est parfois observé dans d'autres parties du corps : par exemple, l'utilisation de la main droite peut provoquer des douleurs et des crampes également dans la main gauche, voire dans les jambes qui pourtant n'étaient pas utilisées.

### Effets secondaires
Les symptômes directs de la crampe de l'écrivain peuvent être accompagnés d'effets secondaires dans l'activité musculaire et cérébrale continue, notamment des troubles du sommeil, de l'épuisement, des sautes d'humeur, du stress, des difficultés de concentration, une vision floue, des problèmes digestifs et une mauvaise humeur. Les personnes atteintes de dystonie peuvent également souffrir de dépression et avoir de grandes difficultés à adapter leurs activités et leur vie quotidienne à un handicap progressif. Les effets secondaires des traitements et des médicaments peuvent également poser problème dans des activités qui n'étaient pas affectées auparavant.

### Diagnostic
Un diagnostic peut parfois être posé en réalisant un électromyogramme. Ce test consiste à insérer des électrodes en forme d'aiguilles dans les muscles affectés, souvent remplacées par des électrodes autocollantes dans le cas de la dystonie. L'objectif est de mettre en évidence la présence de signaux nerveux transmis aux muscles alors même qu'ils sont au repos. Le cerveau semble envoyer des signaux aux fibres musculaires affectées à une fréquence d'environ 10 Hz, les faisant vibrer, trembler et se contorsionner. Lorsqu'ils sont appelés à effectuer un mouvement intentionnel, les muscles se fatiguent alors très rapidement : certaines parties des groupes musculaires ne répondent pas (provoquant une faiblesse) tandis que d'autres parties réagissent de manière excessive ou deviennent rigides (provoquant des micro déchirures).
L'EMG permet de localiser précisément les muscles touchés, ce qui est crucial pour le traitement par injection de toxine botulique.

### Évolution des symptômes
Dans certains cas, les symptômes peuvent progresser puis plafonner pendant des années, ou cesser complètement de progresser. La progression peut être retardée par un traitement ou par un changement du mode de vie. En particulier, le stress, l'anxiété et le manque de sommeil peuvent également aggraver les symptômes.
L'utilisation continue forcée de l'écriture peut au contraire aggraver les symptômes plus rapidement. Dans certains cas, la dystonie peut évoluer vers une incapacité totale, ce qui conduit à envisager certaines formes de traitement plus risquées.

## Traitement
En règle générale, les dystonies focales spécifiques à une tâche comme la crampe de l'écrivain sont un défi à diagnostiquer et à traiter.
Certains cas peuvent répondre aux injections de produits chimiques : la toxine botulique est souvent citée, bien qu'elle ne soit pas utile dans tous les cas,.
Les tentatives de rééducation comportementale peuvent inclure des dispositifs d'écriture, l'apprentissage de l'écriture à l'autre main, la kinésithérapie, la physiothérapie, l'ergothérapie, la thérapie par mouvement induit par la contrainte etc. Les travaux du Dr Joaquin Farias ont montré que la stimulation proprioceptive peut faire apparaître une neuroplasticité permettant aux patients de récupérer une partie du contrôle qui a été perdu à cause de la dystonie focale.
Les anticholinergiques tels que le trihexyphénidyle (Artane) peuvent être prescrits pour une utilisation hors-indication, certains patients y ayant répondu favorablement.

## Voir également
- Dystonie
- Syndrome du canal carpien